# Maul (personaggio)
Maul, il cui vero nome è Dr. Jeremy Stone, è un personaggio della serie a fumetti WildStorm Wildcats, illustrata da Jim Lee e scritta da Brandon Choi.

## Personalità
Nella forma del dottor Stone, il personaggio è il più mansueto, tranquillo ed intelligente dei Wildcats, il vero stratega della squadra assieme a Spartan, tuttavia nella sua forma di Maul, egli è una bestia scatenata ed assetata di battaglia col quoziente intellettivo di un animale e dotato della medesima ferocia. Nonostante riesca a controllare le violenta trasformazione per il più delle volte, in alcuni casi è invece tanto incontrollabile che l'unica che possa ragionare con lui o placarlo è Voodoo.
Nella sua forma base rimane comunque un uomo alla mano, gentile, educato, simpatico e ironico con una grande passione per le belle donne e il divertimento, oltre che un grandissimo carisma.

## Biografia del personaggio
Jeremy Stone nacque a Lincoln, Nebraska nel 1967. Della sua vita non si sa nulla tranne che crebbe ignaro delle sue origini aliene fino a 27 anni e che vinse il Nobel a 25. Quando scoprì della sua discendenza Cherubina si schierò nella battaglia contro i Deamoniti unendosi ai Wildcats con il nome in codice di Maul.
A seguito di molte avventure visiterà Khera assieme ai suoi compagni, qui conoscerà una sua simile di nome Glingo e si innamorerà di lei, tuttavia la loro storia è destinata a finire male poiché si sacrificherà per salvare i Wildcats da un attacco Deamonita. Questo sarà un duro colpo per l'uomo, che lascerà la squadra non appena ritornato sulla terra.
Durante questo periodo si dedicherà totalmente alla scienza e si rifiuterà di utilizzare i suoi poteri in modo aggressivo per diverso tempo; in questo periodo scoprirà inoltre di poter incrementare l'intelligenza a discapito della massa. Quando farà ritorno tra le file dei Wildcats si dirà contrariato a scendere in campo in prima persona e per un certo tempo resterà nelle retrovie. Poco dopo il suo ritorno incomincerà una relazione con la compagna di squadra Voodoo.
Jeremy tornerà sul campo di battaglia assieme ai compagni quando Capitan Atom giungerà nell'universo WildStorm dando origine alla catastrofe globale che porterà al mondo post-apocalittico di World's End.
A seguito dell'armageddon Jeremy e Priscilla si lasceranno in quanto a detta di lei la loro relazione è sublimata al legame tra i loro poteri (Voodoo è infatti la sola telepate capace di placare Maul) ma resteranno buoni amici ed inizieranno a soccorrere i sopravvissuti alla catastrofe ed a ricostruire la civiltà.

## Poteri e abilità
Jeremy Stone è un genio della medicina, della fisica, della filosofia, della scienza, della chimica, della meccanica e dell'ingegneria. La sua intelligenza è tale che è riuscito a prendere perfino il premio Nobel e dimostra di poter apprendere con una velocità impressionante, maggiore perfino a quella di un supercomputer.
Il suo potere sovrumano di aumento della massa deriva proprio dalla sua grande intelligenza, difatti l'uomo è in grado di aumentare considerevolmente la forza a sua disposizione a patto di ridurre il suo quoziente intellettivo. Grazie a questa capacità il gracile dottor Stone è in grado di mutarsi nel colossale Maul, un gigante dalla pelle viola e dalla forza limitata unicamente dal quantitativo di intelligenza che può essere sacrificata per alimentarla. Più Stone fa calare il proprio quoziente intellettivo, più la massa muscolare di Maul si incrementa e di conseguenza questi diviene forte: riducendo l'intelligenza fino al livello di un neonato Maul è stato perfino capace di mutarsi in un colosso delle dimensioni di King Kong.
Le trasformazioni da Stone a Maul sono tuttavia sotto il volere di Stone, che può tornare quando vuole al suo aspetto originario riducendo la massa e recuperando la sua intelligenza. Parimenti è possibile per il dottore operare il procedimento contrario, ovvero diminuire la massa ed incrementare ulteriormente l'intelligenza, in questo modo Stone diviene una creatura minuscola, esile e rinsecchita di colore viola con un quoziente d'intelligenza inimmaginabile.
Entrambi i procedimenti sono estremamente stressanti per il fisico di Stone.

## Altre versioni

Maul nella serie animata.

- Nella Smoosh reality viene presentata una versione alternativa del personaggio di nome Maulcat, unione tra Maul e il personaggio Extreme Studios Killcat, in questa versione è membro dei CyberC.A.T.s..
- Nel crossover Marvel/WildStorm ambientato nella terza guerra mondiale Maul è un membro dei Fantastici 4 e combatte contro lo schieramento di forze formato dai Deamoniti, dal Dottor Destino e dagli Skrull.

## Altri media
- Del personaggio esiste anche una versione animata nella serie d'animazione La sfera del tempio orientale. In questa versione non sembra essere in grado di ritrasformarsi nella forma del Dottor Stone, è doppiato in originale da Paul Mota e in italiano da Mario Zucca.

## Curiosità
- Maul è ispirato al personaggio Marvel Hulk, curiosamente i colori delle carnagioni e degli indumenti dei due sono tuttavia invertiti: mentre Hulk è di colore verde ed è solito calzare pantaloni viola, Maul è di colore viola e veste un costume verde.
- Le caratteristiche facciali di Maul sono quelle di un gorilla.